# 병든 닭들의 사랑. 가난해도...
병든 닭들의 사랑. 가난해도...(Too Fragile To Be Loved)는 한국에서 제작된 서시 감독의 2009년 드라마, 멜로/로맨스 영화이다. 이진 등이 주연으로 출연하였다.

## 출연

### 주연
- 이진
- 김현균

### 조연
- 이은채
- 곽도원
- 홍지영